# BAFTA-díj a legjobb animációs filmnek
A legjobb animációs filmnek járó BAFTA-díjat 2007 óta ítéli oda a Brit Film- és Televíziós Akadémia egész estés animációs filmeknek. Ennek előzménye, hogy az előző évben a Wallace és Gromit és az elvetemült veteménylény című animációs film nyerte el a legjobb brit filmért járó BAFTA-díjat másik két élőszereplős filmmel (Az elszánt diplomata és a  Büszkeség és balítélet) szemben.
Ezzel az elnevezéssel első alkalommal 1955-ben versenyeztettek animációs filmeket, azonban a kategóriában rövid és egész estés alkotások egyaránt szerepeltek. A brit filmakadémia 2006-ban döntött úgy, hogy kettéválasztja a kategóriát és az animációs kisfilmeket külön kategóriában, BAFTA-díj a legjobb brit animációs rövidfilmnek (BAFTA Award for Best British Short Animation) elnevezéssel díjazza.
E kategóriában akkor versenyeztethető egy alkotás, ha játékideje legalább 70 perc; a játékidejének döntő része animációs technikával készült, és jelentős számú animált szereplőt sorakoztat fel. A díjat a BAFTA bizottsága saját belátása szerint ítéli oda, és általában nem adják át, ha a megmérettetésbe nyolcnál kevesebb animációs filmet neveztek be.
A pályaművek számától függően a hosszú listákon szereplő alkotások száma öt és nyolc között lehet, a jelölések száma három és öt között.
A jelenlegi szabályok nem zárják ki annak a lehetőségét, hogy újra jelölhessenek egész estés animációs filmet a legjobb film és a kiemelkedő brit film kategóriákban, azonban erre 2006 óta még nem akadt példa. E filmek ugyancsak indíthatók a 2025-ben újonnan létrehozott legjobb gyermek- és családi film kategóriában.
A kategória indítása óta a Pixar stúdió számít a legsikeresebbnek.

## Díjazottak és jelöltek
A díjazottak a táblázat első sorában, vastagítással és  sárga háttérrel  vannak kiemelve. Az évszám a díjosztó gála évét jelzi, amelyen film elismerésben részesült.

### 2000-es évek
| Év         | Magyar cím                | Eredeti cím                   | Rendező(k)                                 | Producer(ek)                                                        | Ref.  |
| ---------- | ------------------------- | ----------------------------- | ------------------------------------------ | ------------------------------------------------------------------- | ----- |
| 2007 (60.) | Táncoló talpak            | Happy Feet                    | George Miller, Warren Coleman, Judy Morris | Bill Miller, George Miller, Doug Mitchell, Philip Hearnshaw         | [ 4 ] |
| 2007 (60.) | Elvitte a víz             | Flushed Away                  | David Bowers, Sam Fell                     | Dick Clement, Ian La Frenais, Simon Nye                             | [ 4 ] |
| 2007 (60.) | Verdák                    | Cars                          | John Lasseter, Joe Ranft                   | Darla K. Anderson                                                   | [ 4 ] |
| 2008 (61.) | L’ecsó                    | Ratatouille                   | Brad Bird, Jan Pinkava                     | Brad Lewis, John Lasseter, Andrew Stanton, Galyn Susman             | [ 5 ] |
| 2008 (61.) | A Simpson család – A film | The Simpsons Movie            | David Silverman                            | James L. Brooks, Matt Groening, Al Jean, Mike Scully, Richard Sakai | [ 5 ] |
| 2008 (61.) | Harmadik Shrek            | Shrek the Third               | Chris Miller, Raman Hui                    | Aron Warner, Andrew Adamson, Denise Nolan Cascino                   | [ 5 ] |
| 2009 (62.) | WALL·E                    | WALL·E                        | Andrew Stanton                             | Jim Morris, Lindsey Collins, John Lasseter                          | [ 6 ] |
| 2009 (62.) | Libanoni keringő          | ואלס עם באשיר, Valsz Im Basír | Ari Folman                                 | Ari Folman, Serge Lalou, Gerhard Meixner, Yael Nahlieli, Roman Paul | [ 6 ] |
| 2009 (62.) | Persepolis                | Persepolis                    | Marjane Satrapi, Vincent Paronnaud         | Marc-Antoine Robert                                                 | [ 6 ] |

### 2010-es évek
| Év         | Magyar cím                      | Eredeti cím                       | Rendező(k)                                    | Producer(ek)                                                        | Ref.   |
| ---------- | ------------------------------- | --------------------------------- | --------------------------------------------- | ------------------------------------------------------------------- | ------ |
| 2010 (63.) | Fel                             | Up                                | Pete Docter, Bob Peterson                     | Jonas Rivera, John Lasseter, Andrew Stanton                         | [ 7 ]  |
| 2010 (63.) | A fantasztikus Róka úr          | Fantastic Mr. Fox                 | Wes Anderson                                  | Wes Anderson, Scott Rudin, Allison Abbate, Steven Rales             | [ 7 ]  |
| 2010 (63.) | Coraline és a titkos ajtó       | Coraline                          | Henry Selick                                  | Claire Jennings                                                     | [ 7 ]  |
| 2011 (64.) | Toy Story 3.                    | Toy Story 3                       | Lee Unkrich                                   | Darla K. Anderson, John Lasseter, Nicole Paradis Grindle            | [ 8 ]  |
| 2011 (64.) | Gru                             | Despicable Me                     | Pierre Coffin, Chris Renaud                   | John Cohen, Janet Healy, Chris Meledandri                           | [ 8 ]  |
| 2011 (64.) | Így neveld a sárkányodat        | How to Train Your Dragon          | Chris Sanders, Dean DeBlois                   | Bonnie Arnold, Doug Davison, Roy Lee, Michael Connolly, Tim Johnson | [ 8 ]  |
| 2012 (65.) | Rango                           | Rango                             | Gore Verbinski                                | John B. Carls, Graham King, Gore Verbinski                          | [ 9 ]  |
| 2012 (65.) | Karácsony Artúr                 | Arthur Christmas                  | Sarah Smith                                   | Steve Pegram, Chris Juen                                            | [ 9 ]  |
| 2012 (65.) | Tintin kalandjai                | The Adventures of Tintin          | Steven Spielberg                              | Peter Jackson, Kathleen Kennedy, Steven Spielberg                   | [ 9 ]  |
| 2013 (66.) | Merida, a bátor                 | Brave                             | Mark Andrews, Brenda Chapman                  | Katherine Sarafian                                                  | [ 10 ] |
| 2013 (66.) | Frankenweenie – Ebcsont beforr  | Frankenweenie                     | Tim Burton                                    | Tim Burton, Allison Abbate                                          | [ 10 ] |
| 2013 (66.) | ParaNorman                      | ParaNorman                        | Sam Fell, Chris Butler                        | Travis Knight, Arianne Sutner                                       | [ 10 ] |
| 2014 (67.) | Jégvarázs                       | Frozen                            | Chris Buck, Jennifer Lee                      | Peter Del Vecho                                                     | [ 11 ] |
| 2014 (67.) | Gru 2.                          | Despicable Me 2                   | Pierre Coffin, Chris Renaud                   | Janet Healy, Chris Meledandri                                       | [ 11 ] |
| 2014 (67.) | Szörny Egyetem                  | Monsters University               | Dan Scanlon                                   | Kori Rae                                                            | [ 11 ] |
| 2015 (68.) | A Lego-kaland                   | The Lego Movie                    | Phil Lord és Christopher Miller               | Dan Lin, Roy Lee                                                    | [ 12 ] |
| 2015 (68.) | Doboztrollok                    | The Boxtrolls                     | Anthony Stacchi, Graham Annable               | Travis Knight, David Ichioka                                        | [ 12 ] |
| 2015 (68.) | Hős6os                          | Big Hero 6                        | Don Hall, Chris Williams                      | Roy Conli                                                           | [ 12 ] |
| 2016 (69.) | Agymanók                        | Inside Out                        | Pete Docter                                   | Jonas Rivera                                                        | [ 13 ] |
| 2016 (69.) | Minyonok                        | Minions                           | Pierre Coffin, Kyle Balda                     | Chris Meledandri, Janet Healy                                       | [ 13 ] |
| 2016 (69.) | Shaun, a bárány – A film        | Shaun the Sheep Movie             | Richard Starzak, Mark Burton                  | Paul Kewley, Julie Lockhart                                         | [ 13 ] |
| 2017 (70.) | Kubo és a varázshúrok           | Kubo and the Two Strings          | Travis Knight                                 | Travis Knight, Arianne Sutner                                       | [ 14 ] |
| 2017 (70.) | Szenilla nyomában               | Finding Dory                      | Andrew Stanton                                | Lindsey Collins                                                     | [ 14 ] |
| 2017 (70.) | Vaiana                          | Moana                             | Ron Clements, John Musker                     | Osnat Shurer                                                        | [ 14 ] |
| 2017 (70.) | Zootropolis – Állati nagy balhé | Zootopia                          | Byron Howard, Rich Moore                      | Clark Spencer                                                       | [ 14 ] |
| 2018 (71.) | Coco                            | Coco                              | Lee Unkrich                                   | Darla K. Anderson                                                   | [ 15 ] |
| 2018 (71.) | Életem Cukkiniként              | Ma vie de Courgette               | Claude Barras                                 | Armelle Glorennec, Éric Jacquot, Marc Bonny                         | [ 15 ] |
| 2018 (71.) | Loving Vincent                  | Loving Vincent                    | Dorota Kobiela, Hugh Welchman                 | Hugh Welchman, Ivan Mactaggart, Sean Bobbitt                        | [ 15 ] |
| 2019 (72.) | Pókember: Irány a Pókverzum!    | Spider-Man: Into the Spider-Verse | Bob Persichetti, Peter Ramsey, Rodney Rothman | Phil Lord                                                           | [ 16 ] |
| 2019 (72.) | A Hihetetlen család 2.          | Incredibles 2                     | Brad Bird                                     | John Walker                                                         | [ 16 ] |
| 2019 (72.) | Kutyák szigete                  | Isle of Dogs                      | Wes Anderson                                  | Jeremy Dawson                                                       | [ 16 ] |

### 2020-as évek
| Év         | Magyar cím                             | Eredeti cím                                    | Rendező(k)                                          | Producer(ek)                                                               | Ref.   |
| ---------- | -------------------------------------- | ---------------------------------------------- | --------------------------------------------------- | -------------------------------------------------------------------------- | ------ |
| 2020 (73.) | Klaus – A karácsony titkos története   | Klaus                                          | Sergio Pablos                                       | Jinko Gotoh                                                                | [ 17 ] |
| 2020 (73.) | Jégvarázs 2.                           | Frozen II                                      | Chris Buck, Jennifer Lee                            | Peter Del Vecho                                                            | [ 17 ] |
| 2020 (73.) | Shaun, a bárány és a farmonkívüli      | A Shaun the Sheep Movie: Farmageddon           | Will Becher, Richard Phelan                         | Paul Kewley                                                                | [ 17 ] |
| 2020 (73.) | Toy Story 4.                           | Toy Story 4                                    | Josh Cooley                                         | Mark Nielsen                                                               | [ 17 ] |
| 2021 (74.) | Lelki ismeretek                        | Soul                                           | Pete Docter, Kemp Powers                            | Dana Murray                                                                | [ 18 ] |
| 2021 (74.) | Előre                                  | Onward                                         | Dan Scanlon                                         | Kori Rae                                                                   | [ 18 ] |
| 2021 (74.) | Farkasok népe                          | Wolfwalkers                                    | Tomm Moore, Ross Stewart                            | Paul Young, Nora Twomey, Tomm Moore, Stéphan Roelants                      | [ 18 ] |
| 2022 (75.) | Encanto                                | Encanto                                        | Jared Bush, Byron Howard                            | Yvett Merino, Clark Spencer                                                | [ 19 ] |
| 2022 (75.) | A Mitchellék a gépek ellen             | The Mitchells vs. the Machines                 | Mike Rianda                                         | Phil Lord és Christopher Miller, Kurt Albrecht                             | [ 19 ] |
| 2022 (75.) | Luca                                   | Luca                                           | Enrico Casarosa                                     | Andrea Warren                                                              | [ 19 ] |
| 2022 (75.) | Menekülés                              | Flee                                           | Jonas Poher Rasmussen                               | Monica Hellström, Signe Byrge Sørensen                                     | [ 19 ] |
| 2023 (76.) | Pinokkió                               | Guillermo del Toro's Pinocchio                 | Guillermo del Toro, Mark Gustafson                  | Gary Ungar, Alex Bulkley                                                   | [ 20 ] |
| 2023 (76.) | Csizmás, a kandúr: Az utolsó kívánság  | Puss in Boots: The Last Wish                   | Joel Crawford                                       | Mark Swift                                                                 | [ 20 ] |
| 2023 (76.) | Marcel, a lábbelis csiga               | Marcel the Shell with Shoes On                 | Dean Fleisher Camp                                  | Andrew Goldman, Elisabeth Holm, Caroline Kaplan, Paul Mezey                | [ 20 ] |
| 2023 (76.) | Pirula Panda                           | Turning Red                                    | Domee Shi                                           | Lindsey Collins                                                            | [ 20 ] |
| 2024 (77.) | A fiú és a szürke gém                  | 君たちはどう生きるか; Kimitacsi va Dó Ikiru ka | Mijazaki Hajao                                      | Szuzuki Tosio                                                              | [ 21 ] |
| 2024 (77.) | Csibefutam: A csirkefalatok hajnala    | Chicken Run: Dawn of the Nugget                | Sam Fell                                            | Leyla Hobart, Steve Pegram                                                 | [ 21 ] |
| 2024 (77.) | Elemi                                  | Elemental                                      | Peter Sohn                                          | Denise Ream                                                                | [ 21 ] |
| 2024 (77.) | Pókember: A pókverzumon át             | Spider-Man: Across the Spider-Verse            | Joaquim Dos Santos, Kemp Powers, Justin K. Thompson | Avi Arad, Phil Lord és Christopher Miller, Amy Pascal, Christina Steinberg | [ 21 ] |
| 2025 (78.) | Wallace és Gromit: A szárnyas bosszúja | Wallace & Gromit: Vengeance Most Fowl          | Nick Park, Merlin Crossingham                       | Richard Beek                                                               | [ 22 ] |
| 2025 (78.) | Agymanók 2.                            | Inside Out 2                                   | Kelsey Mann                                         | Mark Nielsen                                                               | [ 22 ] |
| 2025 (78.) | A vad robot                            | The Wild Robot                                 | Chris Sanders                                       | Jeff Hermann                                                               | [ 22 ] |
| 2025 (78.) | Áradás                                 | Flow                                           | Gints Zilbalodis                                    | Matīss Kaža                                                                | [ 22 ] |

## Kapcsolódó szócikk
- Oscar-díj a legjobb animációs filmnek